# Amerikaanse Maagdeneilanden op de Olympische Spelen
De Amerikaanse Maagdeneilanden, een afhankelijk gebiedsdeel van de Verenigde Staten, vormt een van de NOC's die deelneemt aan de Olympische Spelen.
In 2020 deden de Amerikaanse Maagdeneilanden voor de dertiende keer mee aan de Zomerspelen. Op de Winterspelen was het in 2014 voor de zevende keer present. Tot nu toe werd er één medaille op de Zomerspelen gewonnen. Deze medaille werd bij het zeilen behaald. Peter Holmberg veroverde in 1988 de zilveren medaille in de finn.

## Medailles en deelnames

### Overzicht
De tabel geeft een overzicht van de jaren waarin werd deelgenomen, het aantal gewonnen medailles en de eventuele plaats in het medailleklassement.
| Zomerspelen | Zomerspelen | Zomerspelen | Zomerspelen | Zomerspelen | Zomerspelen |        | Winterspelen | Winterspelen | Winterspelen | Winterspelen | Winterspelen | Winterspelen |
| Jaar        | Goud        | Zilver      | Brons       | Totaal      | Rang        | Jaar   | Goud         | Zilver       | Brons        | Totaal       | Rang         |              |
| 1968        | 0           | 0           | 0           | 0           | -           | 1968   | -            | -            | -            | -            | -            |              |
| 1972        | 0           | 0           | 0           | 0           | -           | 1972   | -            | -            | -            | -            | -            |              |
| 1976        | 0           | 0           | 0           | 0           | -           | 1976   | -            | -            | -            | -            | -            |              |
| 1980        | -           | -           | -           | -           | -           | 1980   | -            | -            | -            | -            | -            |              |
| 1984        | 0           | 0           | 0           | 0           | -           | 1984   | 0            | 0            | 0            | 0            | -            |              |
| 1988        | 0           | 1           | 0           | 1           | 36          | 1988   | 0            | 0            | 0            | 0            | -            |              |
| 1992        | 0           | 0           | 0           | 0           | -           | 1992   | 0            | 0            | 0            | 0            | -            |              |
| 1996        | 0           | 0           | 0           | 0           | -           | 1994   | 0            | 0            | 0            | 0            | -            |              |
| 2000        | 0           | 0           | 0           | 0           | -           | 1998   | 0            | 0            | 0            | 0            | -            |              |
| 2004        | 0           | 0           | 0           | 0           | -           | 2002   | 0            | 0            | 0            | 0            | -            |              |
| 2008        | 0           | 0           | 0           | 0           | -           | 2006   | 0            | 0            | 0            | 0            | -            |              |
| 2012        | 0           | 0           | 0           | 0           | -           | 2010   | -            | -            | -            | -            | -            |              |
| 2016        | 0           | 0           | 0           | 0           | -           | 2014   | 0            | 0            | 0            | 0            | -            |              |
| 2020        | 0           | 0           | 0           | 0           | -           | 2018   | -            | -            | -            | -            | -            |              |
| 2024        | 0           | 0           | 0           | 0           | -           | 2022   | 0            | 0            | 0            | 0            | -            |              |
| Totaal      | 0           | 1           | 0           | 1           |             | Totaal | 0            | 0            | 0            | 0            |              |              |
| Tot. Z+W    | 0           | 1           | 0           | 1           |             |        |              |              |              |              |              |              |

### Per deelnemer
| Jaar | Sport  | Olympiër       | Onderdeel                 | Medaille |
| ---- | ------ | -------------- | ------------------------- | -------- |
| 1988 | Zeilen | Peter Holmberg | eenpersoonsjol (finn) (m) | Zilver   |

Afghanistan · Albanië · Algerije · Amerikaans-Samoa · Amerikaanse Maagdeneilanden · Andorra · Angola · Antigua en Barbuda · Argentinië · Armenië · Aruba · Australië · Azerbeidzjan · Bahama's · Bahrein · Bangladesh · Barbados · België · Belize · Benin · Bermuda · Bhutan · Bolivia · Bosnië en Herzegovina · Botswana · Brazilië · Britse Maagdeneilanden · Brunei · Bulgarije · Burkina Faso · Burundi · Cambodja · Canada · Centraal-Afrikaanse Republiek · Chili · China · Chinees Taipei · Colombia · Comoren · Congo-Brazzaville · Congo-Kinshasa · Cookeilanden · Costa Rica · Cuba · Cyprus · Denemarken · Djibouti · Dominica · Dominicaanse Republiek · Duitsland · Ecuador · Egypte · El Salvador · Equatoriaal-Guinea · Eritrea · Estland · Ethiopië · Fiji · Filipijnen · Finland · Frankrijk · Gabon · Gambia · Georgië · Ghana · Grenada · Griekenland · Groot-Brittannië · Guam · Guatemala · Guinee · Guinee-Bissau · Guyana · Haïti · Honduras · Hongarije · Hongkong · Ierland · IJsland · India · Indonesië · Irak · Iran · Israël · Italië · Ivoorkust · Jamaica · Japan · Jemen · Jordanië · Kaaimaneilanden · Kaapverdië · Kameroen · Kazachstan · Kenia · Kirgizië · Kiribati · Koeweit · Kosovo · Kroatië · Laos · Lesotho · Letland · Libanon · Liberia · Libië · Liechtenstein · Litouwen · Luxemburg · Madagaskar · Malawi · Malediven · Maleisië · Mali · Malta · Marokko · Marshalleilanden · Mauritanië · Mauritius · Mexico · Micronesië · Moldavië · Monaco · Mongolië · Montenegro · Mozambique · Myanmar · Namibië · Nauru · Nederland · Nepal · Nicaragua · Nieuw-Zeeland · Niger · Nigeria · Noord-Korea · Noord-Macedonië · Noorwegen · Oeganda · Oekraïne · Oezbekistan · Oman · Oost-Timor · Oostenrijk · Pakistan · Palau · Palestina · Panama · Papoea-Nieuw-Guinea · Paraguay · Peru · Polen · Portugal · Puerto Rico · Qatar · Roemenië · Rusland · Rwanda · Saint Kitts en Nevis · Saint Lucia · Saint Vincent en de Grenadines · Salomonseilanden · Samoa · San Marino · Saoedi-Arabië · Sao Tomé en Principe · Senegal · Servië · Seychellen · Sierra Leone · Singapore · Slovenië · Slowakije · Somalië · Spanje · Sri Lanka · Soedan · Suriname · Swaziland · Syrië · Tadzjikistan · Tanzania · Thailand · Togo · Tonga · Trinidad en Tobago · Tsjaad · Tsjechië · Tunesië · Turkije · Turkmenistan · Tuvalu · Uruguay · Vanuatu · Venezuela · Verenigde Arabische Emiraten · Verenigde Staten · Vietnam · Wit-Rusland · Zambia · Zimbabwe · Zuid-Afrika · Zuid-Korea · Zuid-Soedan · Zweden · Zwitserland
Historische landen: Bohemen · Bondsrepubliek Duitsland · Brits-Indië · Duitse Democratische Republiek · Joegoslavië · Malaya · Nederlandse Antillen · Noord-Borneo · Noord-Jemen · Saarland · Servië en Montenegro · Sovjet-Unie · Tsjecho-Slowakije · West-Indische Federatie · Zuid-Jemen
Bijzondere deelnames: Onafhankelijke olympische atleten · Vluchtelingenteam 
 Australazië · Duits Eenheidsteam · Gemengd team · Gezamenlijk Team